# Ндивени, Кайиса
Кайиса Ндивени (англ. Khayisa Ndiweni; 1 августа 1913, Нтабазиндуна — 4 августа 2010, Нтабазиндуна) — родезийский и зимбабвийский правый политик, племенной вождь ндебеле. Политический партнёр британских колониальных властей Южной Родезии и Родезийского фронта Яна Смита. Основатель Объединённой национальной федералистской партии. Член правительства Зимбабве-Родезии, участник Ланкастерхаузской конференции 1979 года. В Зимбабве продолжал отстаивать интересы ндебеле, выступал за федерализацию страны, жёстко критиковал Роберта Мугабе.

## Племенной вождь
Родился в семье племенного вождя ндебеле. Являлся прямым потомком Гундвани Ндивени, первого верховного вождя ндебеле, родственника короля Мзиликази, возглавлявшего в 1838 году движение народа нгуни. С 1939 (по другим данным, с 1941) года Кайиса Ндивени унаследовал титул племенного вождя ндебеле.
Ндивени обладал высоким традиционным авторитетом в Северном Матабелеленде. С 1960 года он был членом совета вождей, председателем совета народности племенной автономии в районе Буби.
В качестве вождя Кайиса Ндивени выступал политическим партнёром британских колониальных властей. Был членом конституционного собрания Южной Родезии.

## Родезийский политик
Кайиса Ндивени принял одностороннее провозглашение независимости Родезии и фактически признал правительство Родезийского фронта во главе с Яном Смитом. Занимал в правительстве второстепенные должности. В своей политике заботился прежде всего об этноплеменной и территориальной автономии ндебеле и Нтабазиндуны. Он отрицательно относился к вооружённой борьбе ZANU и ZAPU, хотя к ZAPU, где преобладали ндебеле, был несколько более лоялен.
В декабре 1976 вождь Ндивени участвовал в создании Объединённой народной организации Зимбабве (ZUPO), которую возглавлял вождь Чирау. ZUPO занимала консервативно-традиционалистские антикоммунистические позиции, выступала за расширение прерогатив племенных вождей. При этом партия требовала отмены всех видов расовой дискриминации, добивалась перехода власти к чернокожему большинству, но при учёте интересов белой общины. ZANU и ZAPU считали ZUPO «марионеточной организацией расистов».
В 1978 году Ндивени вышел из ZUPO и основал Объединённую национальную федералистскую партию (UNFP). Заметное отличие UNFP от ZUPO состояло в акцентированном требовании федерализации страны. В нём отразилась ориентация вождя Ндивени на интересы ндебеле. (Для Чирау, представлявшего народность шона — большинство африканского населения — это не было столь же актуально.)
Вождь Ндивени участвовал в переговорах о внутреннем урегулировании с правительством Смита. В короткий период Зимбабве-Родезии являлся министром шахт и министром общественных работ в кабинете Абеля Музоревы. Участвовал в Ланкастерхаузской конференции 1979 года.

## Зимбабвийский оппозиционер
В независимом Зимбабве Кайиса Ндивени оставался авторитетным племенным вождём ндебеле. Отстаивал интересы народности, продолжал настаивать на федерализации, максимальном развитии самоуправления. Неоднократно напоминал о традициях ндебеле, обращался к образу короля Мзиликази, защищал его память от нападок политиков-шона.
Кайиса Ндивени жёстко критиковал правительство Мугабе за коррупцию, репрессии, хозяйственную некомпетентность. Известен случай, когда Ндивени отказался встречаться с Мугабе на «нейтральной территории» отеля в Булавайо, и глава государства вынужден был приезжать в дом вождя ндебеле.
Скончался в своём доме через несколько дней после отмеченного 97-летия.

## Семья
Кайиса Ндивени имел 11 детей, 30 внуков, 13 правнуков и 1 праправнука. Сыновья Нидивени — Феликс и Йорам — конкурируют после смерти отца за титул и власть вождя ндебеле.